# Serra Caiada
Serra Caiada (dal 1963 al novembre 2013 Presidente Juscelino) è un comune del Brasile nello Stato del Rio Grande do Norte, parte della mesoregione dell'Agreste Potiguar e della microregione dell'Agreste Potiguar.